# 정안세종로
정안세종로(Jeongansejong-ro)는 충청남도 공주시 정안면 광정리 정안 나들목과 세종특별자치시 산울동 모개고가차도를 잇는 도로이다. 공사 당시 '세종시 ~ 정안IC 연결도로'로 불렸으며, 도로 개통 후 국도 제43호선으로 지정되었다.

## 연혁
- 2009년 6월 24일 : 도로 공사 착공[1]
- 2012년 9월 20일 : 세종특별자치도 18호선으로 지정[2]
- 2012년 11월 23일 : 세종특별자치시 장군면 태산리 ~ 연기면 수산리 5.22km 구간 개통[3]
- 2012년 11월 26일 : 도로 15.2km 전 구간 개통[4]
- 2013년 5월 2일 : 2개 이상 시·도에 걸쳐 있는 도로로 정안세종로를 고시[5]
- 2013년 12월 24일 : 국도 제43호선 기점이 충청남도 연기군 소정면에서 세종특별자치시 아름동으로 연장되면서 국도 제43호선에 속하게 됨.[6]
- 2014년 12월 10일 : 국도로 승격된 세종특별자치시도 18호선 폐지[7]

## 주요 경유지
충청남도
- 공주시 (정안면 · 의당면)

세종특별자치시
- 장군면 · 연기면 · 고운동 · 연기면 · 산울동

## 노선
전 구간 국도 제43호선에 속하므로 이 노선에 대한 별도 표기는 생략한다.
| 이름                     | 접속 노선                                    | 소재지         | 소재지      | 비고                                      |
| ------------------------ | -------------------------------------------- | -------------- | ----------- | ----------------------------------------- |
| 정안 나들목              | 25호선 논산천안고속도로                      | 공주시         | 정안면      |                                           |
| 창말 교차로              | 국도 제23호선 국도 제43호선 (차령로)         | 공주시         | 정안면      | 정안IC 교차로와 연결                      |
| 광정교                   |                                              | 공주시         | 정안면      |                                           |
| 광정리연결로             | 창말3길                                      | 공주시         | 정안면      | 세종시 방향 진출 불가 정안 방향 진입 불가 |
| 어물1터널                |                                              | 공주시         | 정안면      | 연장 940m                                 |
| 어물교                   |                                              | 공주시         | 정안면      |                                           |
| 어물2터널                |                                              | 공주시         | 정안면      | 연장 270m                                 |
| 어물3터널                |                                              | 공주시         | 정안면      | 연장 1,300m                               |
| 어물3터널                | 의당면                                       | 공주시         |             | 연장 1,300m                               |
| 덕학 교차로              | 지방도 제691호선 (의당전의로)                | 공주시         |             |                                           |
| 도신1교 도신2교 신촌천교 |                                              | 공주시         |             |                                           |
| 중흥쉼터                 |                                              | 공주시         | 세종시 방향 |                                           |
| (생태통로)               |                                              | 공주시         | 연장 약 50m |                                           |
| 월계교 대평교            |                                              | 공주시         |             |                                           |
| (생태통로)               |                                              | 공주시         | 연장 약 30m |                                           |
| 중흥 교차로 (중흥교)     | 궁골길                                       | 공주시         |             |                                           |
| 의당1교 의당2교          |                                              | 세종특별자치시 | 장군면      |                                           |
| (생태통로)               |                                              | 세종특별자치시 | 장군면      | 연장 약 95m                               |
| 용암 교차로              | 용연로                                       | 세종특별자치시 | 장군면      | 구 지방도 제627호선                       |
| 용암교                   |                                              | 세종특별자치시 | 장군면      |                                           |
| 수산터널                 |                                              | 세종특별자치시 | 장군면      | 연장 774m                                 |
| 수산터널                 | 연기면                                       | 세종특별자치시 |             | 연장 774m                                 |
| 수산1교 수산2교          |                                              | 세종특별자치시 |             |                                           |
| 수산 교차로              | 조뱅이길                                     | 세종특별자치시 |             |                                           |
| 모개고가차도             | 국도 제1호선 국도 제36호선 (세종로) 미리내로 | 세종특별자치시 | 해밀동      |                                           |

## 주요 건물 및 시설
- 세종생활자원회수센터 (세종특별자치시 정안세종로 1482-50)